# 一瓢斎芳信
一瓢斎 芳信（いっぴょうさい よしのぶ、生没年不詳）とは、江戸時代の大坂の浮世絵師。

## 来歴
歌川国芳の門人といわれるが、『浮世絵師人名辞書』は歌川芳梅の門人としている。大坂の人で一瓢斎、一瓢亭また一陽亭と号す。作画期は天保から弘化の頃にかけてとされ、作は絵ビラや役者絵が残る。門人に初代野村芳国がいる。

## 作品
- 「阿曽次郎・片岡我童　みゆき・中村富十郎」　大判錦絵　※天保13年（1842年）正月、大坂中の芝居『けいせい筑紫■』より[1]
- 「東都隅田川三之作　きれ細工辻ビラ」　墨摺　江戸東京博物館所蔵